# Prix Lieben
Le prix Ignaz-Lieben (Ignaz-Lieben-Preis) est un prix annuel autrichien décerné à de jeunes scientifiques en physique, chimie ou biologie moléculaire.

## Histoire
Le prix est institué en 1863, en l'honneur d'un marchand, Ignaz L. Lieben, dont la famille soutenait financièrement de nombreuses activités philanthropiques. Ce dernier avait en effet légué à sa mort 6 000 florins qui devaient être utilisés pour « le bien commun ». En 1863 l'argent est remis à l'Académie impériale autrichienne des sciences et le prix Ignaz L. Lieben fut institué. Tous les trois ans, il est alors remis avec une somme de 900 florins à un scientifique autrichien, dans le domaine de la physique ou de la chimie ou en physiologie, ces 900 florins correspondant à peu près à 40 % du revenu annuel d'un professeur d'université. 
À partir de 1900 le prix est remis à un rythme annuel, et en 1909 un autre prix, le prix Richard-Lieben est créé pour les travaux en mathématiques. La dotation est augmentée à deux reprises par la famille Lieben. Lorsque celle-ci perd de la valeur à cause de l'inflation consécutive à la Première Guerre mondiale, la famille donne la somme nécessaire chaque année à l'Académie autrichienne des sciences. La famille est par la suite persécutée par les nazis, et la remise de prix est interrompue après l'Anschluss, en 1938.
En 2004, le prix Lieben est réinstitué, avec le soutien financier d'Isabel et Alfred Bader (qui avaient réussi à fuir l'Autriche pour le Royaume-Uni à l'âge de 14 ans en 1938). Il est remis désormais chaque année, avec 36 000 dollars à de jeunes scientifiques travaillant en Autriche, Bosnie-Herzégovine, Croatie, République tchèque, Hongrie, Slovaquie ou Slovénie (soit l'un des pays composant l'ancien empire austro-hongrois), travaillant en physique, chimie ou biologie moléculaire.

## Lauréats

### Première  période (1865-1938)
- 1865 : Joseph Stefan (biréfringence du quartz)
- 1868 : Eduard Linnemann (synthèse de méthanol) et Karl von Than (découverte de l'oxysulfure de carbone)
- 1871 : Leander Ditscheiner (effets de polarisation par la réflexion)
- 1874 : Eduard Linnemann (composés aliphatiques)
- 1877 : Siegmund Exner-Ewarten (Réseau de neurones)
- 1880 : Hugo Weidel (dérivés de l'acide nicotinique)
- 1883 : Viktor von Ebner-Rofenstein (coupes osseuses)
- 1886 : Zdenko Skraup (synthèse de la quinoléine)
- 1889 : Siegmund Exner-Ewarten (physiologie sensorielle)
- 1892 : Guido Goldschmiedt (Structure de  la papavérine)
- 1895 : Josef Maria Eder et Eduard Valenta (analyse spectrale)
- 1898 : Konrad Natterer (chimie des mers)
- 1900 : Theodor Beer (Accommodation de l'œil du poisson) et Oskar Zoth (illusions d'optique)
- 1901 : Josef Liznar (géomagnétisme)
- 1902 : Josef Herzig (chimie de colorants naturels)
- 1903 : Josef Schaffer (histologie)
- 1904 : Franz Schwab (lichtschreiber)
- 1905 : Rudolf Wegscheider (estérification de polyacides) et Hans Leopold Meyer (synthèse de chlorure)
- 1906 : Arnold Durig (bilan aqueux dans l'organisme)
- 1907 : Hans Benndorf (propagation des ondes sismiques)
- 1908 : Paul Friedländer (découverte et analyse du thioindigo)
- 1909 : Eugen Steinach (sommation de stimulation nerveuse)
- 1910 : Felix Ehrenhaft ("Elektrisches Elementarquantum" - travaux sur le Mouvement brownien)
- 1911 : Friedrich Emich (microanalyse inorganique])
- 1912 : Oswald Richter (physiologie des Algues)
- 1913 : Stefan Meyer (recherche sur la radioactivité)
- 1914 : Fritz Pregl (microanalyse organique)
- 1915 : Wilhelm Trendelenburg (neurophysiologie)
- 1916 : Friedrich Adolf Paneth (méthode Tracer)
- 1917 : Wilhelm Schlenk (composé à carbone trivalent)
- 1918 : Eugen Steinach (hormones sexuelles)
- 1919 : Victor Franz Hess (rayon cosmique)
- 1920 : Ernst Späth (alcaloïdes de la chinolizidine)
- 1921 : Karl von Frisch (odorat des abeilles)
- 1922 : Karl Wilhelm Friedrich Kohlrausch (théorie des couleurs)
- 1923 : Otto von Fürth (biochimie du tryptophane)
- 1924 : Otto Loewi (chimie de l'influx nerveux) et Ernst Peter Pick (physiologie du foie)
- 1925 : Lise Meitner (étude des rayons bêta et gamma)
- 1926 : Adolf Franke (chimie des dérivés de l'éthylène glycol)
- 1927 : Otto Porsch (étude des fleurs) et Gustav Klein (microphytochimie)
- 1929 : Karl Przibram (Radiophotoluminescence)
- 1930 : Wolf Johannes Müller (passivation des surfaces métalliques)
- 1931 : Karl Höfler (étude du cytoplasme)
- 1932 : Georg Koller (acides des lichen)
- 1933 : Ferdinand Scheminzky (électrophysiologie)
- 1934 : Eduard Haschek (théorie des couleurs)
- 1935 : Armin Dadieu (spectroscopie Raman)
- 1936 : Franz Lippay (physiologie du muscle) et Richard Rössler (pharmacologie cardiovasculaire)
- 1937 : Marietta Blau et Hertha Wambacher (découverte de la fission nucléaire)

### Réinstitution (2004 - )
- 2004 : Zoltan Nusser (réponses synaptiques évoquées)
- 2005 : Ronald Micura (chimie ARN)
- 2006 : Andrius Baltuska (génération d'impulsions ultra-courtes)
- 2007 : Markus Aspelmeyer (Optique quantique expérimentale et information quantique)
- 2008 : Csaba Pal (analyse des réseaux métaboliques)
- 2009 : Frank Verstraete (théorie de l'optique quantique et l'information quantique)
- 2010 : Robert Kralovics
- 2011 : Mihály Kovács (protéines motrices musculaires)
- 2012 : Michael Sixt
- 2013 : Barbara Kraus
- 2014 : Jana Roithová
- 2015 : Francesca Ferlaino
- 2016 : Illés Farkas
- 2017 : Iva Tolić
- 2018 : Nuno Maulide
- 2019 : Gašper Tkačik

### Lauréats du prix Richard-Lieben
- 1912 : Joseph Plemelj
- 1915 : Gustav Herglotz
- 1918 : Wilhelm Gross
- 1921 : Hans Hahn et Johann Radon
- 1928 : Karl Menger